# Metaselenca h-album
Genre
Espèce
Synonymes
- Selenca h-album Loman, 1910

Metaselenca h-album, unique représentant du genre Metaselenca, est une espèce d'opilions laniatores de la famille des Assamiidae.

## Distribution
Cette espèce se rencontre au Cameroun et au Tchad.

## Description
Le syntype mesure 5 mm.

## Systématique et taxinomie
Cette espèce a été décrite sous le protonyme Selenca h-album par Roewer en 1912. Elle est placée dans le genre Metaselenca par Roewer en 1912.

## Publications originales
- Loman, 1910 : « Opilioniden des naturhistorischen Museums in Wiesbaden. » Jahrbücher des Nassauischen Vereins für Naturkunde, vol. 63, p. 2–7 (texte intégral).
- Roewer, 1912 : « Die Familien der Assamiiden und Phalangodiden der Opiliones-Laniatores. (= Assamiden, Dampetriden, Phalangodiden, Epedaniden, Biantiden, Zalmoxiden, Samoiden, Palpipediden anderer Autoren). » Archiv für Naturgeschichte, sér. A, vol. 78, no 3, p. 1–242 (texte intégral).